# اسکجینو
اسکجینو (به ایتالیایی: Scheggino) یک کومونه در ایتالیا است که در استان پروجا واقع شده‌است.

## خصوصیات
اسکجینو ۳۵٫۲ کیلومترمربع مساحت و ۴۶۰ نفر جمعیت دارد و ۲۸۱ متر بالاتر از سطح دریا واقع شده‌است.